# Sernaglia della Battaglia
Sernaglia della Battaglia là một đô thị ở tỉnh Treviso trong vùng Veneto, có cự ly khoảng 50 km về phía tây bắc của Venice và khoảng 25 km về phía tây bắc của Treviso. Tại thời điểm ngày 31 tháng 12 năm 2004, đô thị này có dân số 6.171 người và diện tích là 20,2 km².
Đô thị Sernaglia della Battaglia có các frazioni (các đơn vị trực thuộc, chủ yếu là các làng) Falzè di Piave and Fontigo.
Sernaglia della Battaglia giáp các đô thị: Farra di Soligo, Giavera del Montello, Moriago della Battaglia, Nervesa della Battaglia, Pieve di Soligo, Susegana, Volpago del Montello.